# Distretto di Panfilov (Kazakistan)
Il distretto di Panfilov (in kazako Панфилов ауданы?) è un distretto (audan) del Kazakistan con  capoluogo Jarkent.